# カーヌムホテップとニアンカーカーヌム

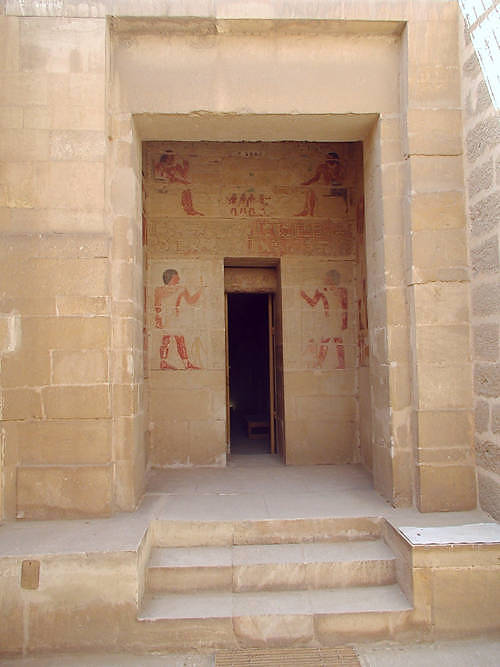
カーヌムホテップとニアンカーカーヌムのマスタバ入口

カーヌムホテップ（英語: Khnumhotep、クヌムヘテプ）とニアンカーカーヌム（英語: Niankhkhnum、ニアンフクヌム）は、古代エジプトの王室に仕えた人物。彼らは紀元前2400年頃のエジプト第5王朝のファラオ、ニウセルラー王の宮殿に仕えるマニキュア師の監督役の称号を共有していたとされ、彼らの共同墓は王家の側近のリストに記載されている。

## 人物
彼らの名前（クヌム神から授かった名前）は言葉の上でも彼らの親密な関係を示しており、ニアンカーカーヌムの意味は「生との結びつき」を意味し、カーヌムホテップは「死に際しての祝福との結びつき」を意味する。二人の名前を繋げて訳すと「生の結びつきと死の結びつき」となる。

### 家族
カーヌムホテップとニアンカーカーヌムはそれぞれの家族に関する記録が残されている。彼らは Khabaw-khufu と Rewedzaweres の息子とされている。また3人の兄弟の名前（Titi、Nefernisut、Kahersetef）の記録があり、また3人の姉妹（Neferhotep-hewetherew、Mehewet、Ptah-heseten）の存在が示唆されている。ニアンカーカーヌムの妻の名前は Khentikawes とされ、彼らは3人の息子（Hem-re、Qed-unas、Khnumhezewef）の名前とともに墓に記された記録で確認された。3人の娘は Hemet-re、Khewiten-re、Nebet と伝わっている。Hem-re とその妻 Tjeset の間の子供 Irin-akheti の名前もあり、少なくとも一人の孫が存在している。カーヌムホテップには Khenut という名の妻がおり、二人の間には Ptahshepses、Ptahneferkhu、Kaizebi、Khnumheswef、Niankhkhnumの5人の息子と、Rewedzawes という娘がいた。

## 墓
座標: 北緯29度52分05秒 東経31度13分10秒 / 北緯29.86795度 東経31.219416度

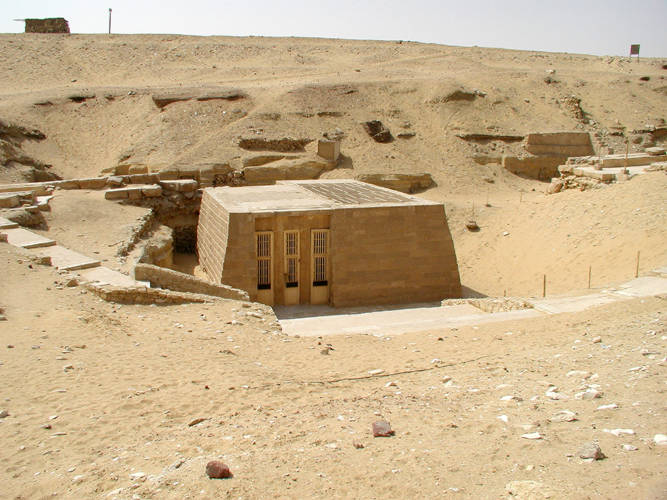
カーヌムホテップとニアンカーカーヌムのマスタバ

カーヌムホテップとニアンカーカーヌムの墓（マスタバ）はエジプト考古学者の Ahmed Moussa がサッカラのネクロポリスで1964年にウナス王のピラミッドの参道を調査している際に発見した。
「ウナス王が墓の参道を建設した際に（墓の上部建造物は）ほぼ完全に破壊された。現在では露出してしまっている空間を装飾されたブロックで再建した形跡がみられた。岩盤内部に作られた墓の部分は概ね残されていた。描かれていたレリーフの状態は極めて良く、なかでも最初の石室に描かれたものは殊に素晴らしかった。西側の壁には沼地で魚や鳥を追う姿や家畜を育てる様子、パピルスを収穫する姿、ボートの漕ぎ手が戦っている様子など、様々なシーンが描かれている。反対側には農業をする様子や彫刻や宝石職人の姿が描かれている。」
響宴の場面では、カーヌムホテップとニアンカーカーヌムが音楽や踊りでもてなされる様子が描かれ、別の場面では墓の準備を見ている様子が描かれている。最も特徴的な描写は、二人が肩や腕を取り合いながら鼻先を触れ合う古代エジプト美術のルールの中で最も親密な様子を表す姿が、彼らの子孫達であろう人々に囲まれている場面である。またこの墓は男性同士で肩に手を掛けたり手を繋いだ描写のレリーフが残っているネクロポリスで唯一の例である。

### 入口
マスタバの入り口は列柱のあるポーチコ仕様で作られている。正面にニアンカーカーヌムとカーヌムホテップの姿が刻み込まれ、それぞれについての碑文が柱に刻まれている。書かれている内容としてはほぼ全く同じで、名前だけが異なっている。

### 前室
空間としては小さい。西側の壁はニアンカーカーヌムの葬列が描かれ、東側にはカーヌムホテップの葬列が描かれている。南側の壁上段には二人が供物台の前に座る姿が描かれている。供物台を挟むようにニアンカーカーヌムが右側に座り、カーヌムホテップは左に座っている。この供物は狩猟によって得られたものを描いている。左側下段にはカーヌムホテップがパピルスのボートに立つ姿が描かれている。周囲には妻と子供達の姿が添えられている。右側下段にはニアンカーカーヌムが同じ様に描かれている。

### 第一室・第二室

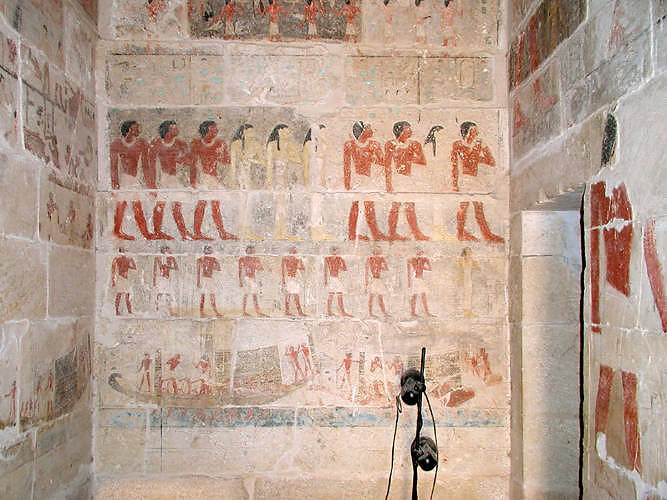
第一室の東壁

入り口にはパンを焼く様子とビールを醸造する様子が描かれている。大麦を注意深く量る様子と、パンを作り上げている姿が見て取れる。またパンの一部を発酵させてビールの一種を作っている。
その他にはヤギの群れを追い立てる様子や、船を建造する姿、収穫の風景、船を走らせる様子、網で鳥を捕まえる様子などが描かれている。
東の壁には法的な文章が書かれていた。この文章には様々な人が二人の家族を慕っていた様子が窺える内容が書かれている。一番下には船が描かれ、キャビンに男達の姿が描かれている。

### 控えの間と捧げ物の間

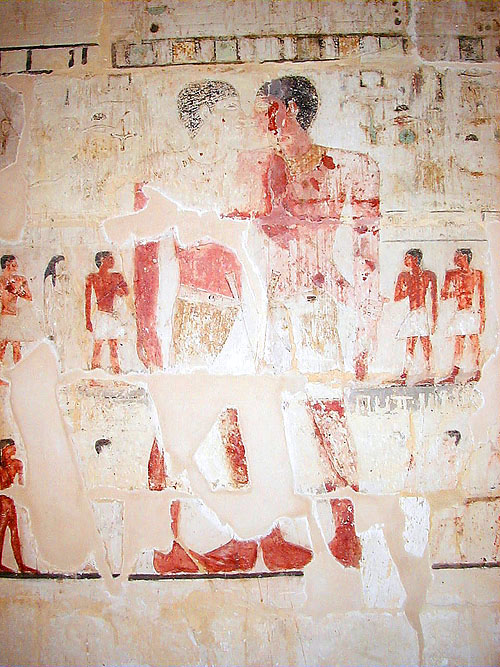
ニアンカーカーヌムとカーヌムホテップ、およびそれぞれの子供達

控えの間は岩盤の中にあり、全面に渡って装飾が施されている。穀物の計量作業や収穫作業を含む農作業をする人々が描かれている。
柱には男性二人とその子供達が描かれている。この箇所にはそれぞれの妻が描かれていない。ニアンカーカーヌムの3人の息子と3人の娘が彼の後ろに描かれ、それぞれの名が記されている。カーヌムホテップも同様に5人の息子と娘一人と共に描かれている。

## 同性愛との関連
一部では、ニアンカーカーヌムとカーヌムホテップが歴史上で最も古い同性カップルだと考えられている 。彼らの同性愛的特質については、彼らの密接な様子や鼻同士を近づけたりする部分的な描写がその説の元となっている 。
響宴のシーンを描いたレリーフに存在したはずのニアンカーカーヌムの妻の部分は古代の時期にほぼ完全に除去されている。カーヌムホテップが描かれている箇所は通常であれば妻が描かれている部分にあたる。
その他の説では、彼らはそれぞれの妻や子供達の存在が示されているので、彼らを兄弟とするものもある。

## 関連文献
- A. M. Moussa and H. Altenmüller, Das Grab des Nianchchnum und Chnumhotep, Mainz 1977